# Pops Foster
George Murphy Foster, vrijwel uitsluitend bekend als Pops Foster, (McCall, 19 mei 1892 - San Francisco, 30 oktober 1969) was een Amerikaans jazzmuzikant, vooral bekend als contrabassist. Hij speelde echter ook tuba en trompet.
Foster werd geboren op de plantage McCall in de Amerikaanse staat Louisiana. Zijn familie verhuisde naar New Orleans toen hij een jaar of tien was. Zijn oudere broer Willard speelde banjo en gitaar, en George begon met cello, en stapte later over op contrabas. Rond 1907 was Pops Foster professioneel muzikant, en hij werkte met Jack Carey, Kid Ory, Armand Piron, Joe "King" Oliver en andere belangrijke bands uit die tijd.
Toen hij in 1921 naar Saint Louis (Missouri) verhuisde, speelde hij met de bands van Charlie Creath en Dewey Jackson, waar hij dat hele decennium zou spelen, afgezien van een korte tijd met Kid Ory in Los Angeles. In 1929 vertrok Foster naar New York, waar hij tot 1940 zou spelen met Luis Russell en Louis Armstrong, Sidney Bechet en Art Hodes. Daarnaast was hij vaak op de radio te horen, in het programma This is Jazz.
Eind jaren 40 toerde hij door de VS en Europa, hij speelde vooral in Frankrijk. Hij woonde ten slotte in San Francisco, waar hij ook stierf.